# Saint-Édouard-de-Gentilly
Saint-Édouard-de-Gentilly est une ancienne municipalité de paroisse du Québec située dans le comté de Nicolet dans la province de Québec au Canada. Elle a existé de 1845 à 1847, puis de 1855 à 1965, et son territoire est aujourd'hui inclus dans le secteur Gentilly de la ville de Bécancour.

## Histoire
La seigneurie de Gentilly est concédée en 1676 à Michel Pelletier de La Prade, qui en devient le premier seigneur résident et le premier colon. De 1679 à 1774, la seigneurie de Gentilly est desservie par la paroisse de Champlain, située sur l'autre rive du fleuve Saint-Laurent. Cette desserte se fait généralement à Gentilly. En 1784, un mois avant l’inauguration de l'église dont la construction avait débuté en 1773, la paroisse de Saint-Édouard de Gentilly est érigée canoniquement. 
Le territoire de la paroisse constitua une municipalité lors de la première création des municipalités locales en 1845 jusqu'à leur dissolution en 1847, puis de nouveau en 1855. En 1900, le cœur du village se sépare de la municipalité de paroisse pour constituer la municipalité de village de Gentilly. 
Le 17 octobre 1965, la municipalité de paroisse de Saint-Édouard de Gentilly a été fusionnée avec d'autres municipalités pour former la ville de Bécancour qui résultait ainsi de la fusion des villages de Bécancour, de Gentilly, de Larochelle, de Laval et de Villers ainsi que des municipalités de paroisse de Bécancour, de Sainte-Angèle-de-Laval, de Saint-Édouard-de-Gentilly, de Sainte-Gertrude, de Saint-Grégoire-le-Grand et de Très-Précieux-Sang-de-Notre-Seigneur.